# Луганько Ніна Пилипівна
Ніна Пилипівна Луганько́ (нар. 12 квітня 1937, Миргород) — українська художниця декоративно-ужиткового мистецтва.

## Біографія
Народилася 12 квітня 1937 року в місті Миргороді (нині Полтавська область, Україна). 1959 року закінчила Миргородський керамічний технікум (викладачі Т. Богданова, Т. Мірошниченко, О. Сухаревський).
Після здобуття фахової освіти працювала на Довбиському порцеляновому заводі. Член КПРС з 1966 року. У 1969—1992 роках — художниця Полтавського порцеляновогоу заводу.

## Творчість
Створювала сувеніри та порцеляновий посуд, розписувала чайні, кавові та столові сервізи. Серед робіт:
- набори — «Ходить гарбуз по городу», «У нашого Омелечка невеличка сімеєчка» (обидва — 1966);
- мініатюрна пластика — «Хліб-сіль», «Козак», «Парубок», «Молодичка» (усі — 1967);
- декоративні тарелі — «Козацькому роду нема переводу» (1967), «Енеїда» (1970), «Рушничок» (1979);
- сервізи — «Чорнобривці» (1972), «Свято» (1974), «Привіт з України», «Щедрий вечір» (обидва — 1990);
- сувеніри-куманці (1973);
- чайнички — «Самоварчик», «Ювілейний» (обидва — 1985);
- подарунковий набір «Голубка» (1987).

Брала участь в обласних, всеукраїнських мистецьких виставках з 1960-х років, зарубіжних — з 1984 року.
Окремі роботи зберігаються в Національному музеї українського народного декоративного мистецтва у Києві, Полтавських краєзнавчому і художньому музеях, Літературно-меморіальному музеї Івана Котляревського, Сумському художньому музеї.